# Bundesstraße 65
Die Bundesstraße 65 (Abkürzung: B 65) ist eine Bundesstraße, die von Bohmte bei Osnabrück über die Städte Preußisch Oldendorf, Lübbecke, Minden, Bückeburg, Stadthagen, Hannover, Peine nach Vechelde bei Braunschweig führt, wo sie auf die B 1 trifft.
Die Bundesstraße 65 durchquert damit die Bundesländer Nordrhein-Westfalen und Niedersachsen.

## Geschichte

### Ursprung
Die Landstraße von Hannover nach Minden führte zwischen Bückeburg und Stadthagen über das Territorium des Fürstentums Schaumburg-Lippe. Diese wichtige Verbindung wurde ab 1782 zu einer Chaussee ausgebaut, deren Unterhalt bis 1903 durch ein Wegegeld finanziert wurde.
Der Straßenbau westlich von Osnabrück begann 1818 mit dem Streckenabschnitt Osnabrück–Lotte. Die Straße zwischen Rheine und Ibbenbüren wurde 1850 fertiggestellt. Wesentlich schwieriger war der Straßenbau rund um Rheine, weil hier die Staatsgrenze zwischen Preußen und dem Königreich Hannover überquert werden musste. Als letzter Streckenabschnitt wurde die Teilstrecke Salzbergen – Bentheim – Oldenzaal in den Jahren 1856–1857 vollendet.

### Frühere Strecken und Bezeichnungen
Die 1932 eingerichtete Fernverkehrsstraße 65 (FVS 65), ab 1934 in Reichsstraße 65 (R 65) umbenannt, begann an der niederländischen Grenze und endete in Hannover, wo sie in die Reichsstraße 1 mündete. Die Reichsstraße 65 wurde um 1937 nach Vechelde verlängert, als die Reichsstraße 1 auf die kürzere Streckenführung über Hildesheim verlegt wurde, welche zuvor die Reichsstraße 78 war.

### Ersetzungen und Herabstufungen
Der Streckenabschnitt von der niederländischen Grenze bis Rheine ist nach Fertigstellung der A 30 zur Landesstraße 39 (L 39) zurückgestuft worden. In Rheine war allerdings ein ca. 3 km langes Teilstück der B 65 zwischen der B 70 und der B 481 erhalten geblieben, welches jedoch Anfang 2015 zur B 481 umgewidmet wurde.
Der Abschnitt von Rheine nach Lotte ist Mitte der 1990er Jahre zur Landesstraße 501 (L 501) herabgestuft worden, da auch er parallel zur A 30 verläuft. Von Lotte bis Osnabrück ist sie zur Kreisstraße 6 (K 6) zurückgestuft worden. Das gemeinsame Teilstück mit der B 51 von der A 33 bei Belm bis zum heutigen Beginn zwischen Ostercappeln und Bohmte ist inzwischen nur noch Teil der B 51.

## Verlauf
Die B 65 beginnt heute im Bohmter Ortsteil Herringhausen an der Kreuzung der Bundesstraßen 51, 65 und 218 bei Ostercappeln. Sie führt östlich über Bad Essener Gemeindegebiet, schlägt nach etwa 20 km einen Bogen um die evangelische Kirche in Pr. Oldendorf und geht dann weiter bis Porta Westfalica bei Minden nördlich des Wiehengebirges.
In Lübbecke kreuzt sie die B 239 und in Minden als autobahnähnliche Straße die B 61 in einem Kleeblatt und die B 482 als Anschlussstelle der B 65. In Minden überquert sie auch die Weser, wenige Kilometer südlich des Mindener Wasserstraßenkreuzes.
Die B 65 verläuft ab jetzt wieder in Niedersachsen nördlich des Wesergebirges und ab Bückeburg, wo die B 83 beginnt, zwischen Bückeberg und Schaumburger Wald. Streckenweise ist sie vierspurig ausgebaut. In Bad Nenndorf werden die B 442 und die A 2 gekreuzt.
In Hannover beginnt am Tönniesbergkreisel die B 217. Zwischen Ricklinger Kreisel und Landwehrkreisel teilt sich die B 65 den Verlauf mit der B 6. Vom Landwehrkreisel bis zum Seelhorster Kreuz verläuft die B 65 auf dem Südschnellweg gemeinsam mit der B 3 und der B 6. Am Ostrand Hannovers überquert sie die A 7 und verläuft dann weiter östlich bis zu ihrem Endpunkt. In Sehnde wird noch die B 443 gekreuzt, und bei Berkum beginnt die B 494. Seit der Freigabe des Neubauabschnittes der B 1 als Ortsumgehung von Vechelde am 13. August 2009 trifft die B 65, nun schon außerhalb der Kernstadt, genauer zwischen Vechelde und Sierße, in Form eines Kreisels auf die B 1.

## Abschnitte im Bau
Zwischen Stadthagen und Bad Nenndorf wird die B 65 im 2+1-System ausgebaut. Der erste Abschnitt von 3 km Länge zwischen Vornhagen und Kobbensen ist seit 2018 unter Verkehr, für den zweiten Abschnitt zwischen Beckedorf und der A 2 wurde der Bau noch nicht begonnen.

## Aktuelle Planungen

### Vordringlicher Bedarf
Folgende Projekte sind im Bundesverkehrswegeplan 2030 als vordringlicher Bedarf eingeordnet:
- Die Ortsumgehungen von Preußisch Oldendorf (inkl. Bad Holzhausen) und Lübbecke. Bei einer Realisierung wird die Bundesstraße zwischen der Landesgrenze bei Bad Essen und den südlichen Ortsteilen von Hille vermutlich komplett verlegt und auf einer parallelen Trasse neu gebaut werden. Der Ausbau soll zweispurig erfolgen.[4][5]
- eine Umgehung der südwestlichen Stadtteile von Minden im 2+1-System[6]
- die zweispurige Ortsumgehung des Obernkirchener Ortsteils Vehlen[7]
- die zweispurige Ortsumgehung von Nienstädt[8]
- ein zweispuriger Neubau zwischen Sehnde und Peine[9]
- die zweispurige Ortsumgehung vom Peiner Ortsteil Dungelbeck

### Weiterer Bedarf
Folgende Projekte sind im Bundesverkehrswegeplan 2030 als weiterer Bedarf eingeordnet:
- ein zwei- oder vierspuriger Neubau zwischen Bad Nenndorf und Gehrden Ortsteil Everloh[10][11]
- der sechsspurige Ausbau im Stadtgebiet von Hannover[12]
- die zweispurige Ortsumgehung von Sehnde Ortsteil Ilten[13]